# Giovanni Maria Chiodarolo

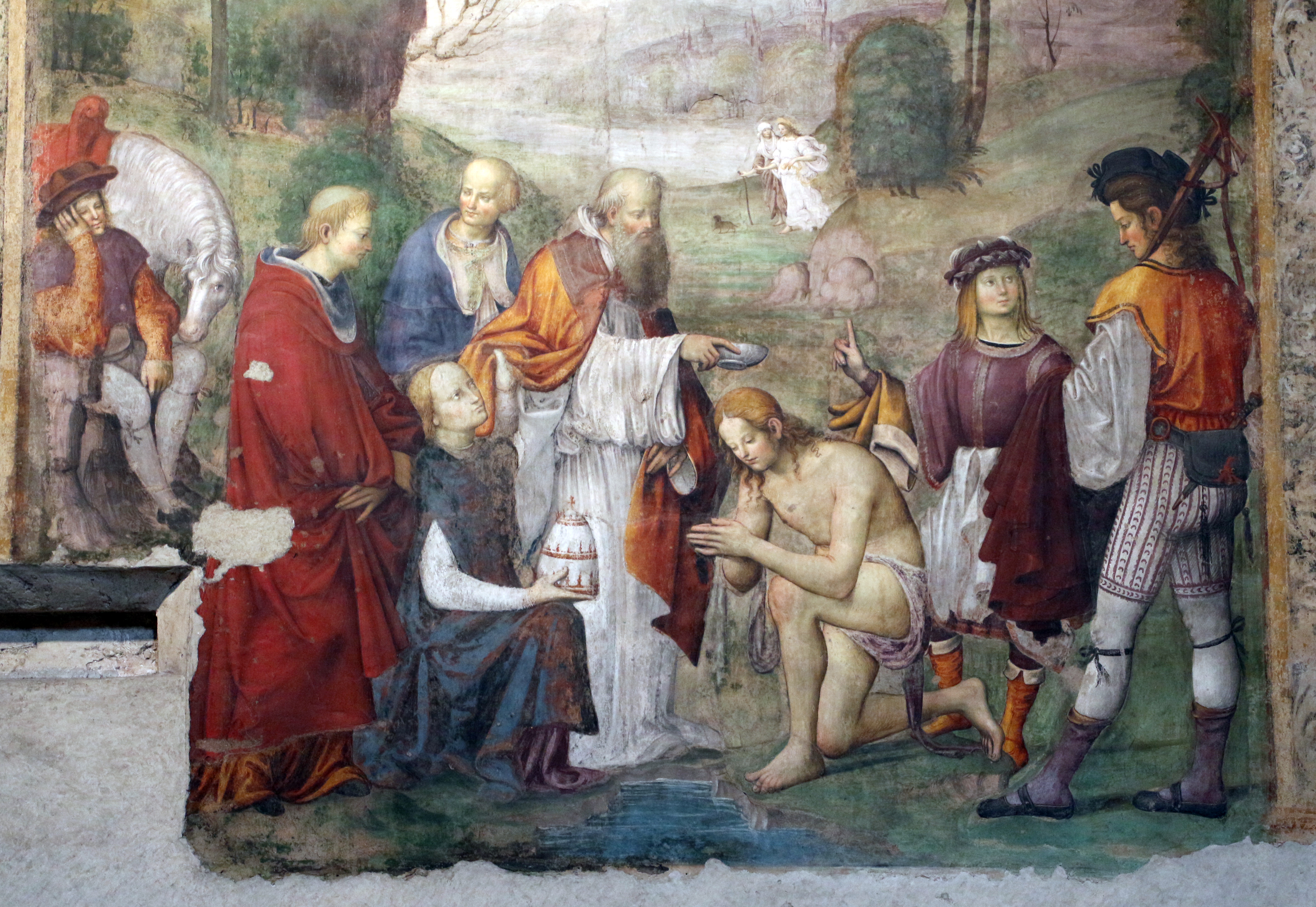
Giovanni Maria Chiodarolo e Cesare Tamaroccio (attr.) - Battesimo di Valeriano, 1505-06

Giovanni Maria Chiodarolo (Bologna, 1480 circa – Bologna, 1530 circa) è stato un pittore italiano.

## Biografia

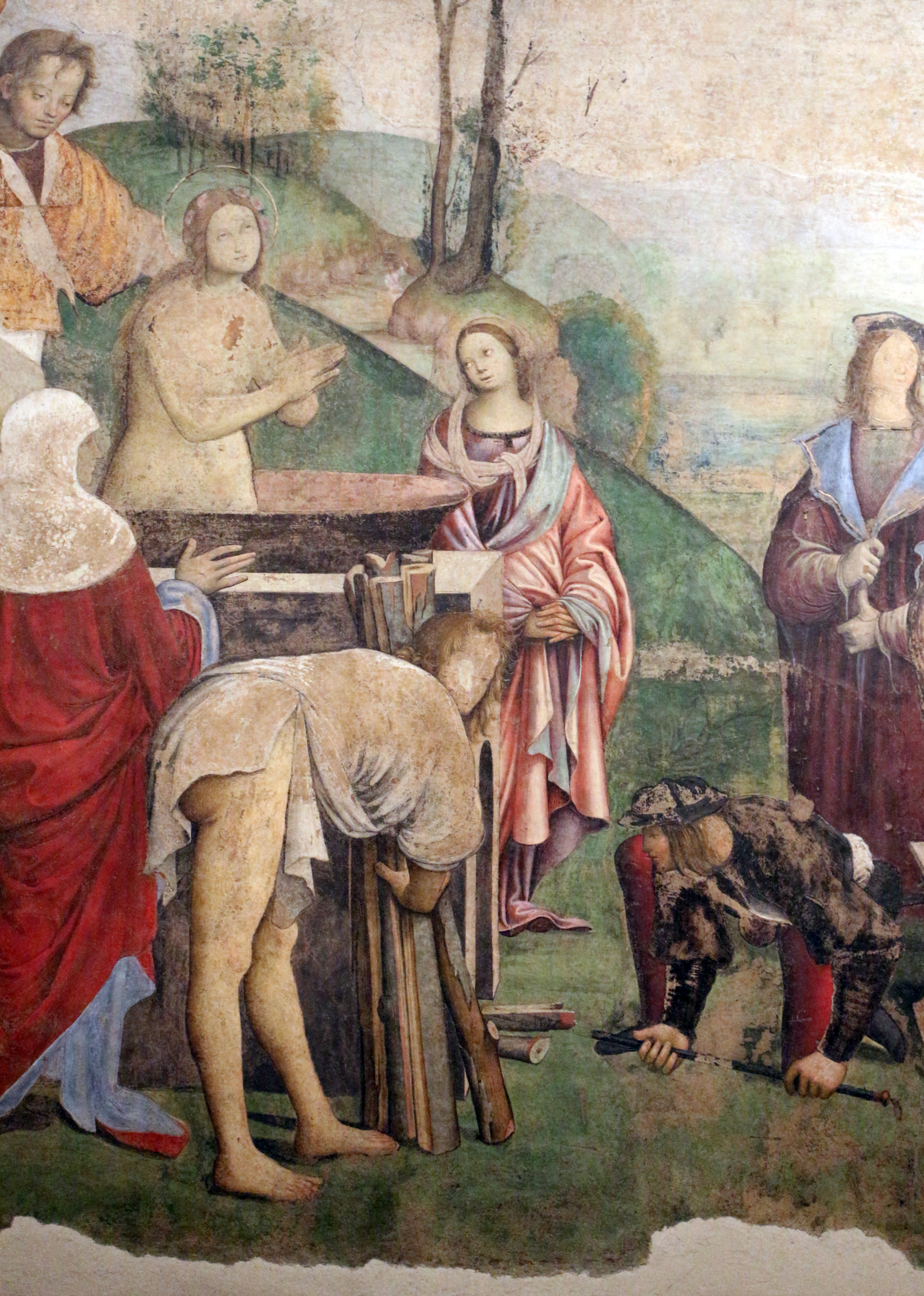
Giovanni Maria Chiodarolo e Cesare Tamaroccio (attr.), Martirio e decapitazione di santa Cecilia, 1505-06

Di Giovanni Maria Chiodarolo non si posseggono notizie biografiche certe.
Seguace di Lorenzo Costa, come indica Francesco Cavazzoni nel suo libro intitolato Cose notabili di Bologna, edito nel 1603, Giovanni Maria Chiodarolo collaborò con il suo maestro, con Francesco Francia, Amico Aspertini, alle decorazioni dell'oratorio di Santa Cecilia, compiute intorno al 1507. In questa occasione Chiodarolo si mise in evidenza con gli affreschi I Santi Cecilia e Valeriano incoronati dall'Angelo e la Disputa di Cecilia con il prefetto Almachio.
Francesco cavazzoni gli attribuì la Madonna co' li tre Maggi della chiesa di San Giacomo, oltre che la decorazione delle "loggie dissotto" della palazzina della Viola.
Gli vengono attribuiti anche una Natività conservata presso la Pinacoteca di Bologna, una Sant'Elena che porta la croce oggi al palazzo reale di Hampton Court e una Maddalena conservata all'Accademia Carrara di Bergamo. Nella Deposizione della Pinacoteca felsinea risultarono evidenti le influenze di Francesco Francia.
La carriera di Chiodarolo si confuse poi con quella del pittore emergente Amico Aspertini che, dopo il trampolino di lancio di Santa Cecilia, divenne la guida per un gruppo di pittori bolognesi.
Il Malvasia nel 1678 attribuì al Chiodarolo numerose pale d'altare, tra le quali la Vergine che .. adora il Bambino ..., colli santi Antonio Abbate e Nicolò vescovo, nella chiesa della Maddalena di strada di San Donato; lo Sposalizio di santa Caterina con i santi Sebastiano e Domenico in San Tommaso del Mercato; Il Battesimo di Nostro Signore in San Giuseppe.
Altri storici dell'arte, tra i quali Lionello Venturi (1885–1961), assegnarono a Chiodarolo la paternità della Santa Cecilia dinanzi al tiranno, eseguito su disegno del Costa. Nel secondo decennio del secolo Chiodarolo collaborò con il pittore Cesare Tamaroccio a varie opere di Lorenzo Costa.